# Mars Science Laboratory

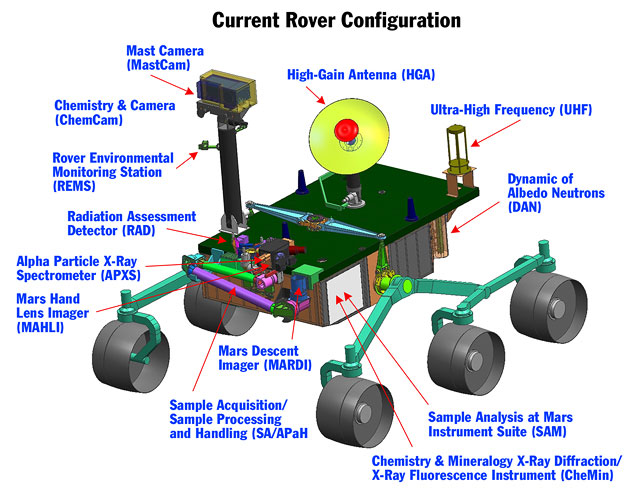
Diagramma schematico dei componenti del rover, versione aggiornata

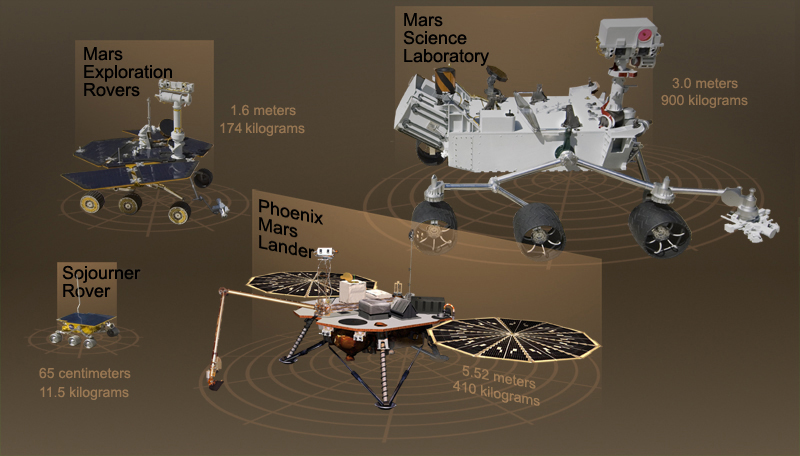
Le dimensioni di Curiosity a confronto con quelle dei suoi predecessori, Il Phoenix Mars Lander, il Mars Exploration Rover e il Sojourner (Jet Propulsion Laboratory, 12 maggio 2008)

Mars Science Laboratory (MSL) è una missione di esplorazione del pianeta Marte della NASA. La missione è principalmente costituita dalle attività del rover nominato Curiosity, che è stato lanciato il 26 novembre 2011 e atterrato su Marte il 6 agosto 2012. Subito dopo l'atterraggio, effettuato con successo usando il metodo EDL (entry, descent, landing), più preciso delle missioni precedentemente inviate sul pianeta, il rover ha cominciato ad inviare delle immagini dalla superficie. La durata della missione era prevista in almeno un anno marziano (circa 2 anni terrestri) ma è tuttora in corso (4534 sol, 12 anni terrestri) con lo scopo di investigare sulla passata e presente capacità di Marte di sostenere la vita.
Per consentire analisi più approfondite, Curiosity trasporta strumenti scientifici, forniti dalla comunità internazionale, più avanzati rispetto a quelli di qualunque altra missione precedente sul pianeta rosso; è inoltre circa cinque volte più pesante e due volte più lungo dei rover Spirit e Opportunity arrivati sul pianeta nel 2004.
Il 22 luglio 2011 la NASA ha annunciato la zona verso cui la sonda sarebbe stata inviata: il cratere Gale. Il lancio è quindi avvenuto a novembre dello stesso anno per mezzo di un vettore Atlas V, e Curiosity è infine atterrato con successo su Marte il 6 agosto 2012 alle ore 5:14:39 UTC, 7:14:39 ora italiana, 8 mesi dopo. Durante la sua attività su Marte, il robot analizza dozzine di campioni del terreno e di roccia.

## Caratteristiche tecniche
- Dimensioni: Il rover è lungo 3 metri e ha una massa di circa 900 kg, di cui 80 kg in strumenti scientifici (in paragone i rover Spirit e Opportunity hanno una massa di 174 kg, di cui 6,8 kg in strumenti).[8]
- Velocità: Il MSL è in grado di aggirare gli ostacoli e si muove con una velocità massima di 90 metri all'ora in navigazione automatica, tuttavia si prevede che ragionevolmente la velocità media sarà di circa 30 metri all'ora, a seconda dei livelli di potenza disponibili, l'eventuale terreno sdrucciolevole, e la visibilità. Durante i primi due anni di missione, il MSL era previsto percorrere almeno 6 km.
- Alimentazione: Curiosity è alimentato da un generatore termoelettrico a radioisotopi (RTG), come i precedenti lander Viking 1 e Viking 2 nel 1976.[9][10]
- Computer: Il rover dispone due computer di bordo identici, chiamati "Rover Compute Element" (RCE) e contenenti circuiti a prova di radiazione per tollerare gli alti livelli di radiazioni provenienti dallo spazio: di questi, uno è configurato come backup e subentrerà in caso di gravi problemi al computer principale.[11] Ogni computer dispone di 256 KB di EEPROM, 256 MB di DRAM e 2 GB di memoria flash.[11] Il processore utilizzato è il RAD750, successore del RAD6000 già usato con successo nella missione Mars Exploration Rover:[12][13] ha una potenza di calcolo di 400 MIPS, mentre il RAD6000 è in grado di effettuare fino a 35 MIPS.[14][15]
- Comunicazioni: Curiosity è in grado di comunicare con la Terra in due modi: grazie a un transponder operante nella Banda X, che gli permette di comunicare direttamente con il nostro pianeta, oppure grazie ad un'antenna UHF, che comunica attraverso i satelliti artificiali in orbita intorno a Marte (in particolare il Mars Reconnaissance Orbiter). La seconda modalità di trasmissione sarà tuttavia quella più utilizzata nel corso della missione, poiché i satelliti hanno maggiore potenza di trasmissione e antenne più efficienti.[16] La velocità di trasmissione diretta dei dati è infatti compresa tra 0,48 e 31,25 kbps (circa la metà di una connessione con modem analogico); comunicando invece con i satelliti la velocità è notevolmente superiore: compresa tra 125 e 250 kbps. Sarà poi il satellite ad occuparsi della trasmissione dei dati verso la Terra[17]. Il ritardo della comunicazione è, in media, di 14 minuti e 6 secondi.[18]

## Carico scientifico
Sono stati selezionati 10 strumenti:

### Telecamere (MastCam, MAHLI, MARDI)
Tutte le camere sono progettate dalla Malin Space Science Systems e condividono gli stessi componenti, come l'elettronica di elaborazione delle immagini e i CCD a colori con risoluzione di 1600×1200 pixel.
- MastCam: fornisce spettri multipli e immagini in truecolor attraverso due camere stereoscopiche (tridimensionali). Le immagini truecolor sono a 1200×1200 pixel e c'è la possibilità di riprendere video ad alta definizione 1280×720 pixel a 10 frame al secondo con compressione hardware (in paragone la camera panoramica dei rover Spirit e Opportunity riprende immagini da 1024×1024 pixel in bianco e nero). La ruota dei filtri utilizzati dalla camera è invece la stessa di quella usata dai due rover che hanno raggiunto il pianeta nel 2004. Entrambe le camere possiedono uno zoom meccanico e possono riprendere immagini di oggetti ad una distanza di 1 km con una risoluzione di 10 cm per pixel.
- Mars Hand Lens Imager (MAHLI): simile al microscopic imager dei rover MER, è una camera montata su un braccio robotico e usata per acquisire immagini microscopiche di rocce e suolo. Le immagini saranno riprese a 1600×1200 pixel truecolor con una risoluzione di 12,5 micrometri per pixel. MAHLI avrà sia un'illuminazione a LED sia in luce bianca che in UV per poter riprendere immagini al buio o per la fluorescenza.
- MSL Mars Descent Imager (MARDI): durante la discesa verso la superficie, la camera MARDI ha ripreso circa 500 immagini a colori a 1600×1200 pixel a partire da un'altezza di 3,7 km fino a 5 metri dal terreno in modo da mappare il terreno circostante e il sito di atterraggio.

### ChemCam
È un sistema LIBS che può individuare una roccia a distanza di 7 metri e vaporizzarne una piccola quantità per analizzare lo spettro della luce emessa usando la micro-imaging camera con campo visivo di 80 microradianti. Sviluppato dal Los Alamos National Laboratory e dal CESR Laboratory, il laser infrarosso che impiega per la vaporizzazione irradia impulsi di 5 ns con lunghezza d'onda di 1067 nm e una densità di potenza pari a 1 GW/cm², generando 30 mJ di energia. La rilevazione viene poi effettuata in uno spettro tra 240 nm e 800 nm.

### Alpha-particle X-ray spectrometer (APXS)
È un sistema in grado di eseguire un'analisi PIXE, irradiando i campioni da studiare con particelle alfa e analizzando lo spettro dei raggi X che vengono emessi. È stato sviluppato dall'Agenzia Spaziale Canadese per determinare la composizione chimica delle rocce. Strumenti simili hanno preso parte alle missioni Mars Pathfinder e Mars Exploration Rover. (Stefano D'Avino)

### CheMin
CheMin (Chemistry & Mineralogy X-Ray Diffraction/X-Ray Fluorescence Instrument) è uno strumento che usa la Diffrazione dei raggi X e la Spettrofotometria XRF per quantificare i minerali e la loro struttura presenti nei campioni. È stato sviluppato dal Jet Propulsion Laboratory.

### Sample Analysis at Mars (SAM)
Il SAM è costituito da un Gascromatografo-spettrometro di massa e uno spettrometro laser, e ha il compito di analizzare i gas e i composti organici eventualmente presenti nei campioni atmosferici e del suolo. È stato sviluppato dal Goddard Space Flight Center NASA e dal Laboratoire Inter-Universitaire des Systèmes Atmosphériques (LISA).

### Radiation Assessment Detector (RAD)
Questo strumento permette di analizzare l'ampio spettro di radiazioni sulla superficie di Marte per determinare la possibilità e le protezioni necessarie ai futuri esploratori umani. Finanziato dal Exploration Systems Mission Directorate della NASA e sviluppato dal Southwestern Research Institute (SwRI).

### Dynamic Albedo of Neutrons (DAN)
Sorgente e rilevatore di neutroni per misurare l'idrogeno, il ghiaccio e l'acqua vicino o sulla superficie marziana. Fornito dall'Agenzia Spaziale Russa.

### Rover Environmental Monitoring Station (REMS)
Insieme di strumenti meteorologici fornito dal Ministero spagnolo dell'educazione e della scienza. Montato sull'albero della camera, misura la pressione atmosferica, l'umidità, la direzione e l'intensità del vento, la temperatura dell'aria e del terreno e i livelli di radiazione ultravioletta.

## Engineering cameras - Telecamere ingegneristiche

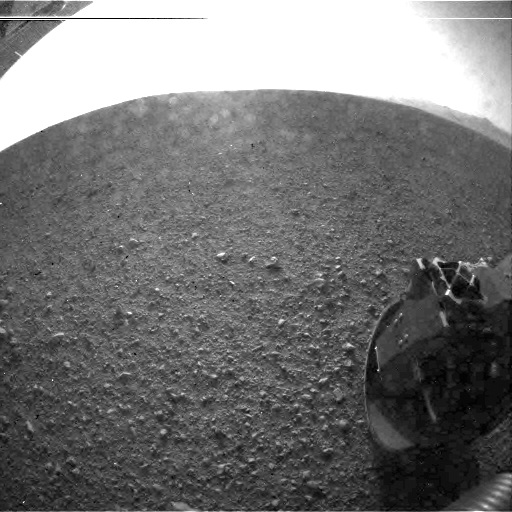
Una delle prime immagini provenienti dal rover

### Hazard avoidance cameras (Hazcams)
Il rover ha due coppie di telecamere bianco e nero collocate ai quattro angoli dello stesso, simili a quelle presenti sui rover MER. Sono usate per evitare gli ostacoli durante la guida automatica e per posizionare in modo sicuro il braccio robotico sulla superficie e sulle rocce. Le telecamere hanno un angolo di campo di 120° e mappano il terreno fino a 3 m dal rover grazie alla visione stereoscopica.

### Navigation cameras (Navcams)
Sono una coppia di telecamere bianco e nero montate sul braccio robotico per supportare lo spostamento a terra. Hanno un angolo di campo di 45° e sfruttano la luce visibile per ricostruire l'immagine 3D stereoscopica davanti alla telecamera.

## Sistema di atterraggio
L'atterraggio su Marte è un compito notoriamente arduo. L'atmosfera è sufficientemente densa da impedire l'impiego di razzi per la decelerazione, poiché il volo a velocità supersonica è instabile. Contemporaneamente, l'atmosfera stessa è troppo rarefatta per l'impiego efficace di paracadute e sistemi di aerofrenaggio. Anche se in missioni precedenti sono stati impiegati airbag per attutire l'impatto dell'atterraggio, il Mars Scientific Laboratory è troppo pesante per il loro utilizzo.
Il rover Curiosity è atterrato quindi sulla superficie marziana attraverso un nuovo sistema di alta precisione per il rientro, la discesa e l'atterraggio (Entry, Descent, Landing System - EDL) che lo ha posizionato all'interno di un'ellisse di 20 km, più preciso dell'ellisse di 150 km per 20 km del sistema di atterraggio impiegato dai Mars Exploration Rover

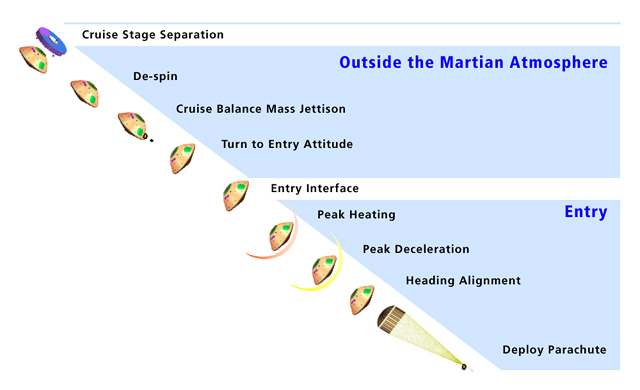
Diagramma dell'atterraggio del rover Curiosity - prima parte dell'ingresso atmosferico
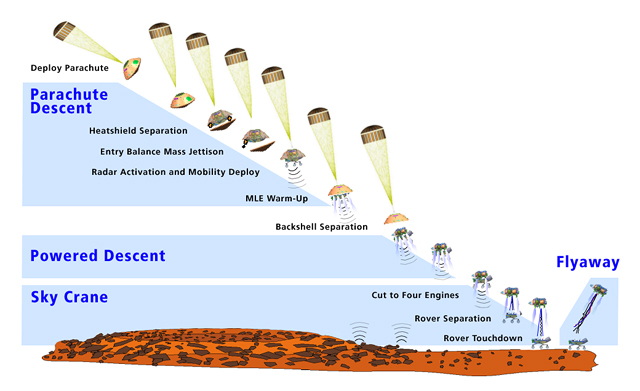
Diagramma dell'atterraggio del rover Curiosity - discesa con il paracadute e con i razzi
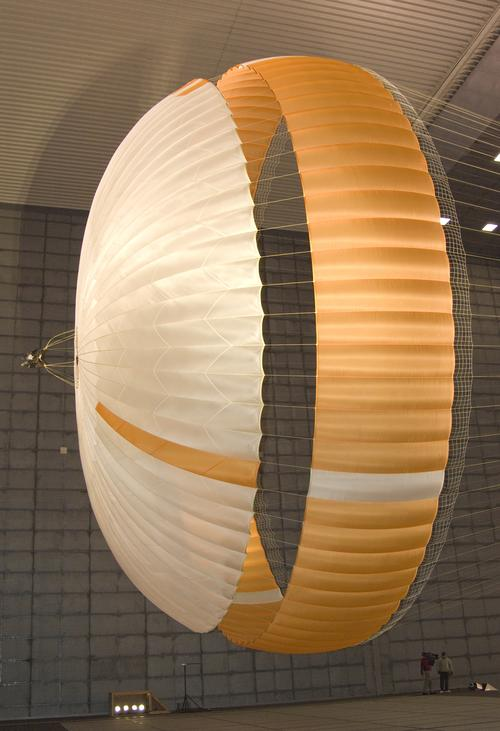
Paracadute di test
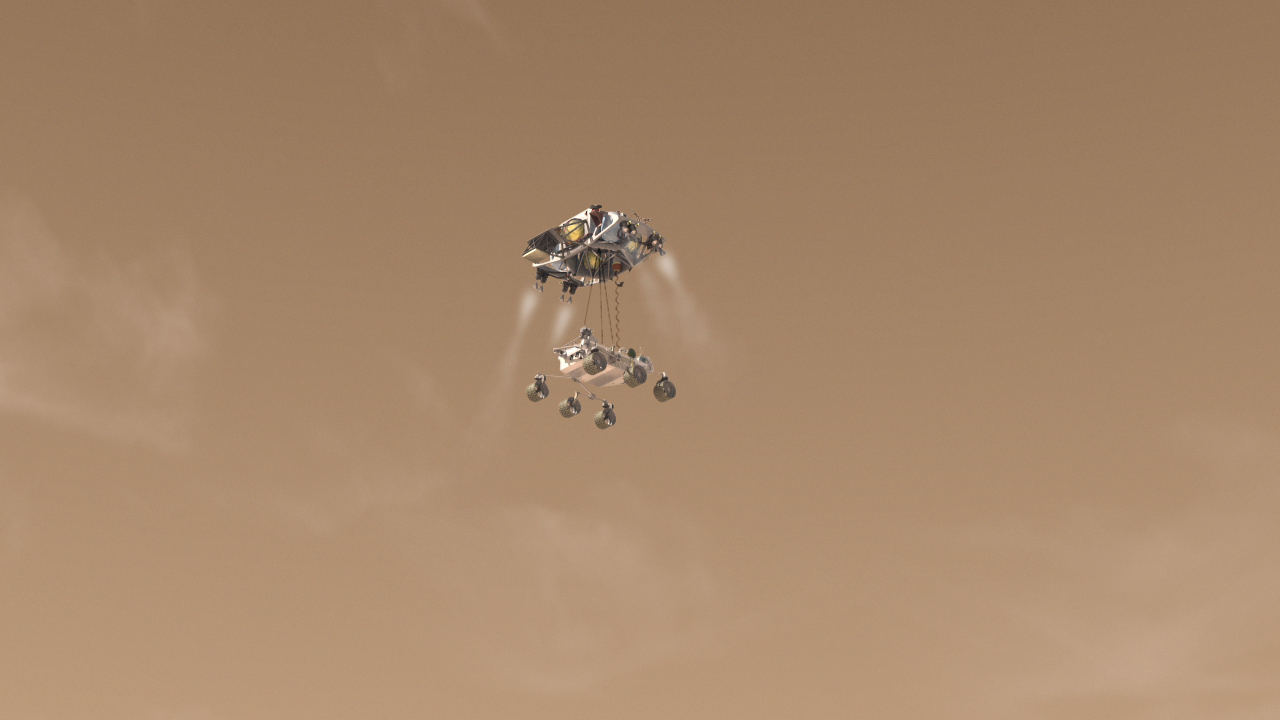
Rappresentazione artistica del rover Curiosity durante la parte finale della discesa, mentre viene rallentato dal modulo di discesa
- Atterraggio del Curiosity in alta definizione

### Rientro guidato
Il rover è contenuto all'interno di un involucro detto aeroshell che lo protegge durante il viaggio nello spazio e durante il rientro atmosferico. Il rientro viene effettuato attraverso uno scudo termico di tipo ablativo composto da un materiale chiamato Phenolic Impregnated Carbon Ablator. Lo scudo termico ha un diametro di 4,5 m, il più grande mai impiegato fino a questo momento, rallenta la velocità del veicolo spaziale dalla velocità di transito interplanetario pari a 5,3 – 6 km/s (19 000 — 21 600 km/h) fino a circa Mach 2 (2 450 km/h) tramite l'ablazione dello scudo nell'atmosfera marziana. Una volta ridotta la velocità si è aperto il paracadute. L'algoritmo impiegato nel computer di bordo durante il rientro è simile a quello utilizzato nella fase finale di atterraggio sulla Terra nell'ambito del Programma Apollo e permette una riduzione dell'errore tra il punto di atterraggio effettivo e quello previsto.
Tale algoritmo utilizza la propulsione dell'involucro esterno per correggere gli errori rilevati nella fase di rientro. Tale propulsione è controllata da quattro coppie di propulsori di tipo Reaction Control System che producono circa 500 N di spinta a coppia. Tramite la modifica del vettore di spinta permette alla sonda di virare verso la zona di atterraggio. Il dispiegamento del paracadute avviene a circa 10 km di altezza, ad una velocità di circa 470 m/s.

### Discesa con il paracadute

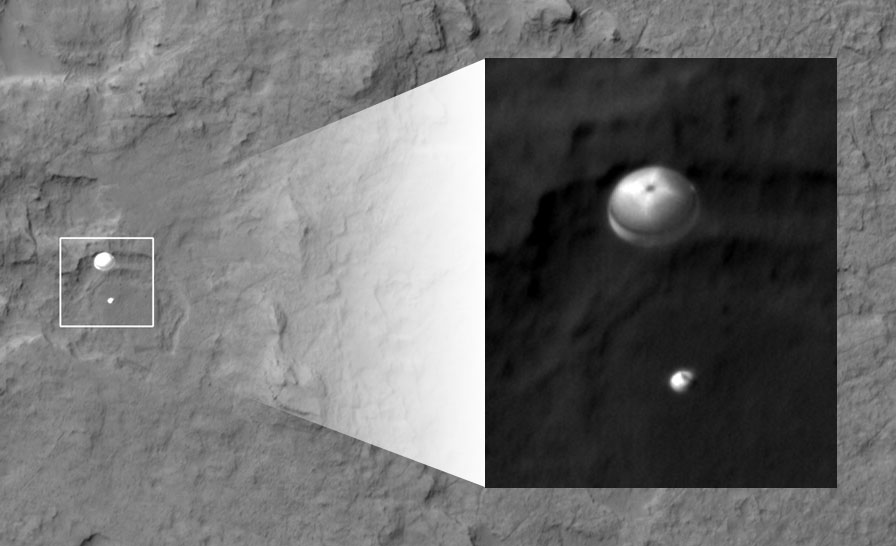
Il rover Curiosity e il suo paracadute fotografato durante la discesa dal Mars Reconnaissance Orbiter.

Quando la fase di ingresso nell'atmosfera è stata completata e la sonda ha rallentato a Mach 2 e si trova a circa 7 km di altezza, lo scudo termico si separa. Successivamente viene dispiegato un paracadute adatto a velocità supersoniche, analogamente a quelli impiegati per il Programma Viking, e per i rover Pathfinder, Spirit e Opportunity.
Il paracadute è stato testato a marzo e aprile 2009 nelle gallerie del vento del centro di ricerca Ames Research Center della NASA, superando le verifiche di volo. Il paracadute possiede 80 cavi di sospensione, ha un diametro di 16 metri ed ha una lunghezza di oltre 50 metri, rendendolo in grado di esercitare a Mach 2,2 una forza di 289 kN nell'atmosfera marziana. Sulla parte inferiore del rover una telecamera acquisirà immagini del terreno ad una velocità di 5 frame/secondo quando la sonda si troverà a 3,7 km di altezza.

### Discesa con i razzi
Dopo il rallentamento esercitato dal paracadute, la sonda si è trovata ad un'altezza di 1,8 km e ad una velocità di 100 m/s. La successiva fase di discesa prevedeva il distacco del rover e dello stadio di discesa dall'involucro. Lo stadio di discesa è una piattaforma situata sopra al rover che possiede dei razzi a spinta variabile mono-propellente (idrazina). Gli 8 razzi presenti producono circa 3,1 kN di spinta e sono stati progettati a partire da quelli impiegati dalle sonde Viking. Contemporaneamente il rover è passato nella configurazione di atterraggio abbassando le ruote con cui ha toccato il suolo.

### Sky Crane
Il cosiddetto sistema Sky Crane è ideato per far compiere un "atterraggio morbido" del rover sulla superficie. Esso è costituito da tre briglie che abbassano il rover e un cavo che conduce i segnali elettrici tra il modulo di discesa e il rover. Posizionato a circa 7,5 metri sotto il modulo di discesa, il sistema "Sky Crane" ha rallentato il rover fino al contatto di quest'ultimo con il terreno. Successivamente alla conferma dell'atterraggio vengono staccati tutti i cavi attraverso cariche pirotecniche e lo stadio di discesa attiva i razzi per spostarsi in sicurezza ad una certa distanza. Il rover è, a questo punto, pronto per esplorare la superficie e iniziare la sua missione.

## Panoramica della missione

### Lancio
Il lancio sarebbe dovuto avvenire nel dicembre 2009 e il MSL sarebbe dovuto atterrare su Marte ad ottobre 2010. In seguito a ritardi accumulati nello sviluppo degli attuatori che movimentano il rover, il lancio è stato però rinviato alla finestra di lancio successiva, compresa tra il 25 novembre 2011 e il 18 dicembre 2011, con arrivo su Marte il 6 agosto 2012.
È quindi avvenuto con successo il 26 novembre 2011 da Cape Canaveral, a bordo del razzo United Launch Alliance Atlas V 541.

### Rotta verso Marte
Lo stadio superiore Centaur ha inserito la sonda in un'orbita di trasferimento verso Marte. La sonda è stata posta in rotazione per avere una stabilizzazione giroscopica, ad una velocità di 2 giri al minuto. Le manovre correttive sono state effettuate tramite otto propulsori di manovra. I dati erano trasmessi a terra tramite due antenne in banda X. La sonda ha avuto il compito di gestire la temperatura di tutti i sistemi, dissipando il calore generato dai propulsori e attivando dei sistemi di riscaldamento qualora fosse stato necessario. 
Il 13 dicembre, mentre era in rotta verso Marte, il rover ha attivato uno strumento chiamato Radiation Assessment Detector per monitorare i livelli di radiazioni. I dati saranno utilizzati per valutare il rischio delle radiazioni a cui saranno esposti gli astronauti di una futura missione con equipaggio su Marte. 
Durante il viaggio di otto mesi, la sonda ha effettuato quattro correzioni di rotta.

### Atterraggio
Il rover Curiosity è atterrato nel cratere Gale alle 05:17 UTC del 6 agosto 2012. L'atterraggio, che è stato confermato dai tre orbiter che studiano il pianeta, è stato molto preciso e il rover si è trovato a soli 2,4 km di distanza dal centro dell'area prevista. Il sito è stato chiamato Bradbury Landing, in onore allo scrittore Ray Bradbury.
Il rover ha inviato alcune immagini riprese dalle HazCam per confermare che le ruote erano state correttamente posizionate ed erano a terra, e dopo circa tre ore ha inviato i dati relativi allo stato dei suoi sistemi e i dati registrati durante le fasi di ingresso, discesa e atterraggio sul pianeta. L'8 agosto il controllo missione ha cancellato dai due computer di bordo del rover il software che gestiva le fasi dell'atterraggio e ha installato il software relativo alle operazioni di superficie. Il nuovo software è diventato operativo il 15 agosto.

### Esplorazioni

#### 2012
Dopo l'atterraggio, avvenuto il 6 agosto, ha studiato il cratere Gale (luogo di atterraggio), ha scattato fotografie molto dettagliate, ha raccolto campioni di suolo, alcuni dei quali hanno rivelato la presenza di diversi composti chimici, tracce di acqua e zolfo e sostanze contenenti cloro.
Il 15 agosto, Curiosity ha iniziato una lunga serie di controlli della strumentazione e di test di mobilità.
Il team di missione aveva identificato sei possibili percorsi verso la base dell'Aeolis Mons (chiamato Monte Sharp), e si era stimato che la fase di studio delle rocce e del suolo del fondo del cratere, mentre il rover si avvicinava lentamente ai piedi della montagna, sarebbe durata un anno. Il team che gestiva la ChemCam prevedeva una dozzina di misurazioni della composizione delle rocce al giorno.
Dopo aver completato i test di mobilità, il rover è stato diretto verso la sua prima destinazione, un punto chiamato Glenelg distante 400 m in direzione est, che sarebbe stato raggiunto in circa due mesi. Una roccia, battezzata Jake Matijevic in onore ad un ingegnere che ha collaborato alla progettazione del rover e deceduto pochi giorni prima dell'atterraggio della sonda su Marte, è stata il primo obiettivo da analizzare con la ChemCam e l'APXS. Le analisi hanno mostrato che era una roccia magmatica contenente oligoclasio.
Il 27 settembre, è stata annunciata la scoperta di evidenze di un antico alveo, situato tra l'orlo settentrionale del cratere Gale e i piedi del monte Sharp, una montagna presente all'interno del cratere stesso. Le immagini riprese dall'orbita marziana hanno mostrato una formazione di tipo cono alluvionale con materiali provenienti dai canali presenti nella peace Vallis. Le rocce analizzate da Curiosity sono state classificate come conglomerati contenenti ghiaia con dimensione che varia da un granello di sabbia ad una pallina da golf, e la maggior parte di forma arrotondata. Queste caratteristiche sono compatibili con l'antica presenza di un corso d'acqua che ha trasportato la ghiaia, arrotondandola.
Il 7 ottobre, mentre il rover stava per prelevare un campione di terreno con il braccio robotico, è stato scoperto uno strano "oggetto chiaro" nella sabbia. Sono state riprese diverse immagini ravvicinate e una delle prime interpretazioni ipotizzava che l'oggetto fosse un piccolo detrito della sonda.. Tuttavia, il ritrovamento di altri oggetti simili in altri punti di campionamento della sabbia, ha portato gli scienziati a ipotizzare che l'origine sia marziana.
Il 17 ottobre è stata effettuata la prima analisi cristallografica a raggi X del terreno marziano, rivelando la presenza di vari minerali tra cui feldspati, pirosseni e olivina. Da queste analisi, il suolo marziano è somigliante al suolo basaltico di origine vulcanica delle isole Hawaii. Qualche settimana più tardi il rover ha ripreso il suo itinerario.

#### 2013
A febbraio il rover ha utilizzato per la prima volta il piccolo martello a percussione per scavare una roccia. Le analisi del materiale estratto effettuate dagli strumenti CheMin e SAM hanno rivelato la presenza degli elementi zolfo, azoto, idrogeno, ossigeno, fosforo e carbonio. I minerali sono di tipo argilloso, quindi la roccia è stata esposta ad un ambiente con presenza di acqua a pH neutro o lievemente alcalino.
Questi risultati rappresentano una evidenza scientifica che le condizioni geochimiche erano in passato adatte allo sviluppo di vita a livello di microrganismo.
Il 18 marzo, la NASA ha annunciato la presenza di idratazione minerale, come il solfato di calcio in diversi campioni di rocce.
Tra il 4 aprile e il 1 maggio, il rover Curiosity ha operato in modo autonomo a causa della congiunzione solare che ha impedito le comunicazioni con la Terra. In questo periodo il rover ha effettuato delle analisi stazionarie nel punto chiamato Yellowknife Bay.
Il 5 giugno il rover ha ripreso il suo viaggio verso il Mount Sharp, che avrebbe raggiunto in 9-12 mesi.
Il 6 agosto, NASA ha celebrato il primo anno di Curiosity su Marte, specificando che in questo periodo il rover ha trasmesso più di 190 gigabit di dati, tra cui 70.000 immagini e più di 75.000 attivazioni dello strumento Chemistry and Camera complex su oltre 2.000 obiettivi.
Il 27 agosto, il rover ha utilizzato per la prima volta il suo sistema di auto-navigazione, che decide in autonomia il percorso.
Il 19 settembre 2013, gli scienziati NASA, in base alle misurazioni del rover, hanno riferito che non sono state rilevate significative tracce di metano. 0,18±0,67 ppbv, indebolendo le ipotesi di metanogenesi da parte di microrganismi.
Il 26 settembre, gli scienziati NASA, hanno riferito che le analisi del suolo condotte tramite lo strumento SAM hanno mostrato la presenza di molecole acqua, in quantità pari al 2%.
Inoltre, è stato dichiarato che il rover ha trovato due tipi di suolo: un suolo a grana fine, di tipo femico e un suolo a grana più grossa di tipo felsico. Il primo tipo è stato associato ai fenomeni di idratazione della superficie. Una delle rocce, chiamata "Jake M", è una mugearite, ed è molto simile alle mugaeriti terrestri.
Le analisi del contenuto di argon nell'atmosfera marziana ha permesso di confermare l'origine marziana di alcune meteoriti trovate sulla Terra.
Il 9 dicembre 2013, sono stati pubblicati sulla rivista "Science" diversi articoli scientifici sulle scoperte fatte dal rover Curiosity. 
In particolare, in base alle evidenze nella regione Aeolis Palus, si è concluso che Marte possedeva un grande lago di acqua dolce, che potrebbe essere stato un ambiente favorevole per microorganismi. Le molecole organiche trovate in alcune rocce, che si pensava fossero dovute alla contaminazione degli strumenti di analisi del rover, sono invece originarie del pianeta rosso, che se la loro origine potrebbe essere in meteoriti caduti sul pianeta. Poiché la maggior parte del carbonio rilevato dallo strumento SAM è stato liberato dal campione di roccia a temperature relativamente basse, esso probabilmente non proviene dai minerali carbonati. È stato ipotizzato, ma senza evidenze a supporto, che il carbonio potrebbe provenire da microrganismi, che potrebbero vivere nelle rocce ottenendo energia dallo sbilanciamento chimico tra i minerali, in un processo chiamato chemiolitotrofia.
Dopo circa 300 giorni di missione, lo strumento Radiation assessment detector (RAD) per il rilevamento della dose assorbita ha misurato 76 mGy all'anno, sulla superficie. In base a questo dato, gli astronauti che visitassero Marte, impiegando 180 giorni per il viaggio e trascorrendo 500 giorni sul pianeta, sarebbero esposti ad una dose equivalente di circa 1,01 Sv. L'esposizione ad 1 Sv è associata ad un incremento del 5 percento del rischio di sviluppare un carcinoma fatale. Il limite attuale fissato dalla NASA per gli astronauti che lavorano nell'orbita bassa terrestre è il 3 percento.
I campioni di terreno analizzati dal rover sono stati probabilmente in forma di fango per decine di milioni di anni e potrebbero aver ospitato microrganismi. Questo ambiente umido aveva un pH neutro, bassa salinità, e composti di ferro e zolfo. Il carbonio, l'idrogeno, l'ossigeno, lo zolfo, l'azoto e il fosforo sono elementi chiave che indicano attività biologica, e sono misurati direttamente dagli strumenti del rover, mentre il fosforo viene misurato per via indiretta. Le due rocce esaminate John Klein e Cumberland contenevano minerali basaltici, solfato di calcio, ossidi e idrossidi di ferro, solfati di ferro, materiali amorfi e argilla smectica.
Il 20 dicembre 2013, è stato annunciato il completamento del terzo aggiornamento del software, che aveva lo scopo di migliorare l'utilizzo del braccio robotico e la navigazione autonoma. L'usura di una ruota ha costretto i controllori di missione a guidare in modo più cauto nelle zone dove il terreno è maggiormente accidentato. Il rover ha ripreso il suo viaggio verso il Mount Sharp.

#### 2014
Il 24 gennaio è stato annunciato che la missione del rover Curiosity e del rover Opportunity è la ricerca di vita biologica esistente nel passato, tra cui indizi di una biosfera basata su microrganismi autotrofi, chemiotrofi e/o chemiolitoautotrofi, e la presenza passata di acqua, tra cui ambienti fluvio-lacustri (pianure che hanno ospitato fiumi o laghi) che potrebbero aver reso il pianeta abitabile. Uno degli obiettivi primari è diventato la ricerca di evidenze sulla passata abitabilità, la tafonomia e il rilevamento di composti organici.

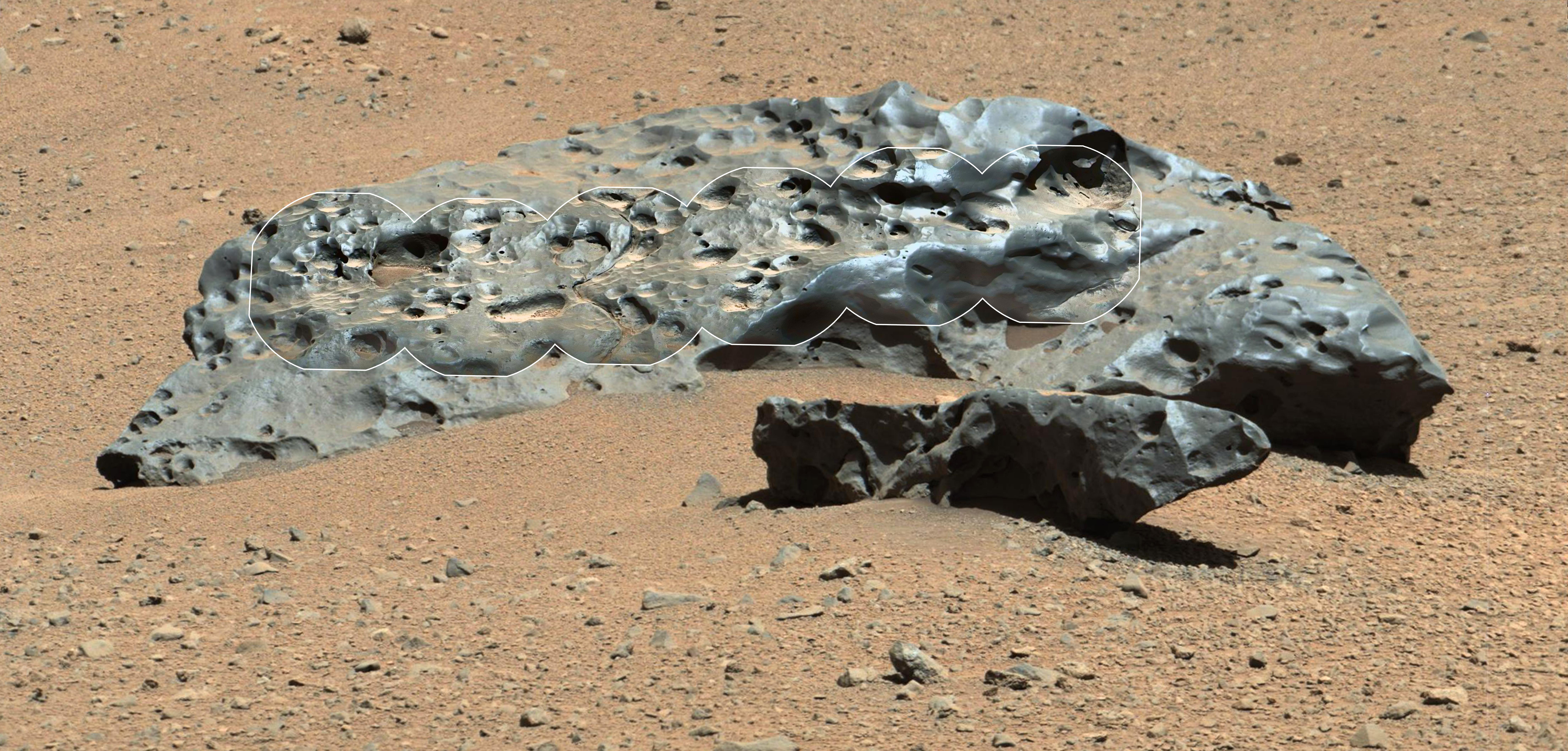
Meteorite ferroso "Lebanon"

Il 25 maggio, Curiosity ha scoperto un meteorite ferroso, soprannominato "Lebanon". A giugno è stato osservato il transito di Mercurio sul Sole, la prima osservazione di questo tipo effettuata da un corpo celeste diverso dalla Terra.
L'11 settembre, sol 746, Curiosity ha raggiunto le pendici di Aeolis Mons, la destinazione primaria della missione, dopo aver percorso una distanza di 6,9 km dal sito di atterraggio.
Il 16 dicembre è stato annunciato il rilevamento di una concentrazione di metano dieci volte più alta nell'atmosfera marziana. Fino a questo punto della missione, le misurazioni effettuate (una dozzina nell'arco dei 20 mesi di missione) hanno mostrato un picco di 7 parti per miliardo di metano, tra la fine del 2013 e l'inizio del 2014, per poi tornare ad un decimo di questo valore.
I campioni della roccia Cumberland contengono inoltre composti organici, in particolare clorobenzene.

#### 2015
Il 21 gennaio, la NASA ha annunciato lo sviluppo in collaborazione con Microsoft di un software chiamato OnSight, che permette agli scienziati di effettuare esplorazioni virtuali di Marte sulla base dei dati raccolti dal rover.
Il 27 febbraio, durante il trasferimento di un campione di roccia all'interno di uno strumento di analisi, il rover ha accusato un cortocircuito elettrico: il braccio robotico è rimasto improvvisamente bloccato.
Il 6 marzo sono stati condotti dei test per trovare la causa di problemi intermittenti al braccio robotico. I primi risultati hanno suggerito che potrebbe essere un problema relativo al meccanismo di percussione della punta abrasiva.
Il 24 marzo è stato annunciato il rilevamento di azoto, sotto forma di ossido d'azoto, tramite lo strumento Sample Analysis at Mars (SAM). La presenza di azoto supporta la teoria della antica abitabilità del pianeta.
Successivamente, lo stesso strumento SAM, è stato impiegato per la misurazione degli isotopi di xeno e argon nell'atmosfera. Essendo gas nobili, sono chimicamente inerti e non reagiscono con altre sostanze presenti nell'aria o nel terreno. Per questo motivo possono essere impiegati per ricostruire la storia dell'atmosfera. Tali misurazioni hanno confermato la teoria di una forte fuga atmosferica avvenuta nel passato sul pianeta rosso.

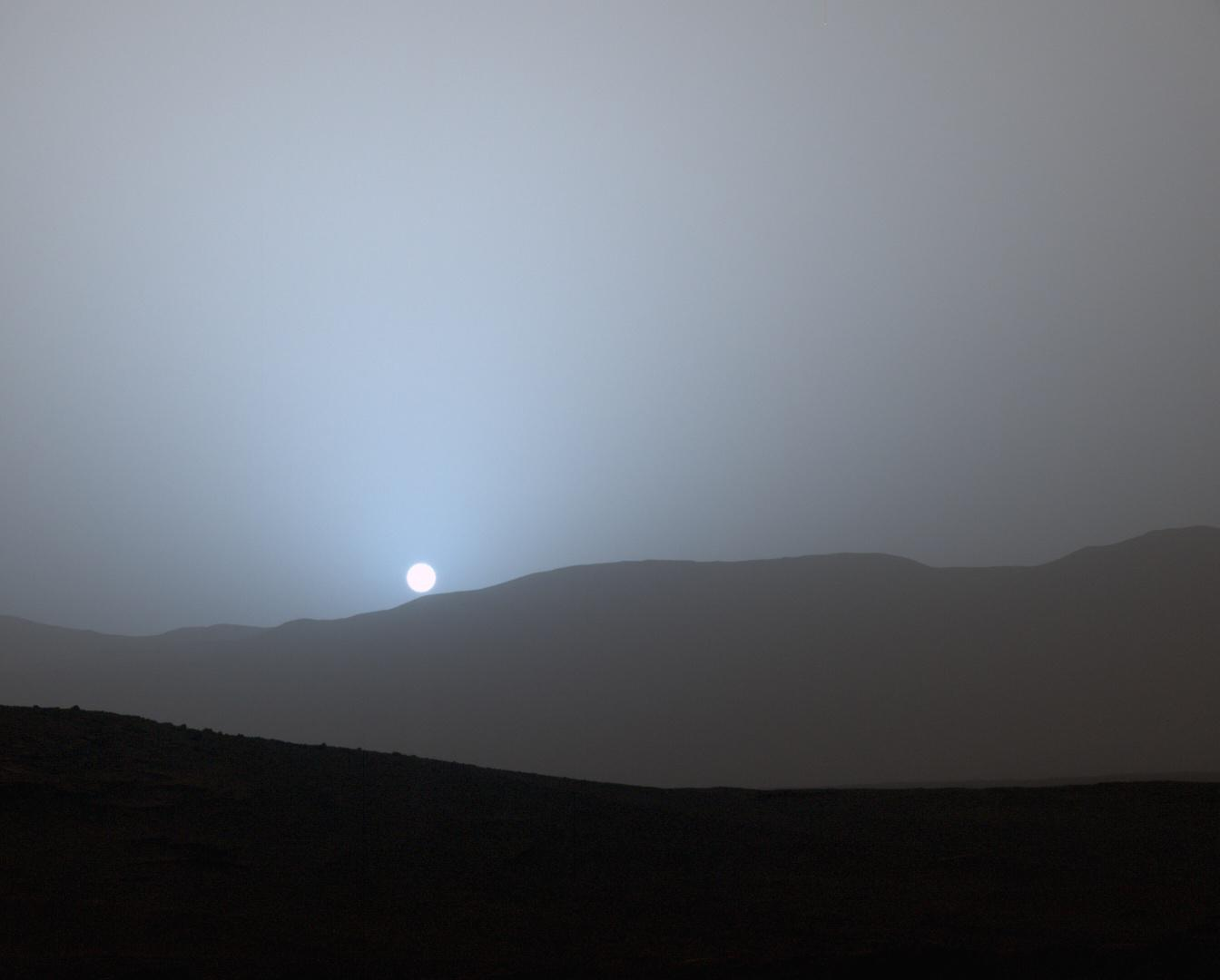
Il tramonto del sole su Marte, foto scattata dal rover Curiosity in aprile 2015

Il 19 agosto è stato annunciato il rilevamento di una zona insolitamente ricca di idrogeno, ad una profondità di 1 metro, tramite lo strumento Dynamic Albedo of Neutrons. L'idrogeno potrebbe apportenere a ioni idrossilici o a molecole d'acqua.
Il 17 dicembre 2015, Curiosity ha scalato parte del monte, osservando rocce di composizione sostanzialmente diversa da quelle analizzate finora. In particolare, man mano che il rover percorreva il versante della montagna, le rocce mostravano livelli molto più alti di silice rispetto alle rocce basalatiche precedenti. Ulteriori analisi hanno mostrato che contenevano Tridimite, un minerale poco comune sulla Terra, e opale non cristallina.

#### 2016
A gennaio il rover ha fotografato per la prima volta una duna, chiamata "Namib", a soli 7 metri di distanza e ha raccolto anche dati dell'atmosfera.
Nell'agosto 2016 il rover Curiosity ha percorso 15,0 km e superato un dislivello di 165 m a partire dall'atterraggio avvenuto nell'agosto 2012. A settembre il rover, mentre si avvicina al Aeolis Mons, ha modificato la sua traiettoria per non contaminare un possibile sito in cui potrebbe esserci acqua.
Il 3 ottobre, la NASA ha diffuso il riassunto delle scoperte effettuate fino ad allora nella missione: "La missione Curiosity ha già raggiunto l'obiettivo principale di determinare se la regione di atterraggio abbia offerto nel passato condizioni ambientali favorevoli per microrganismi, se Marte abbia mai ospitato la vita. La missione ha trovato evidenze scientifiche di antichi fiumi e laghi, fonti di energia chimica e tutti gli ingredienti chimici necessari per la vita come la conosciamo.".

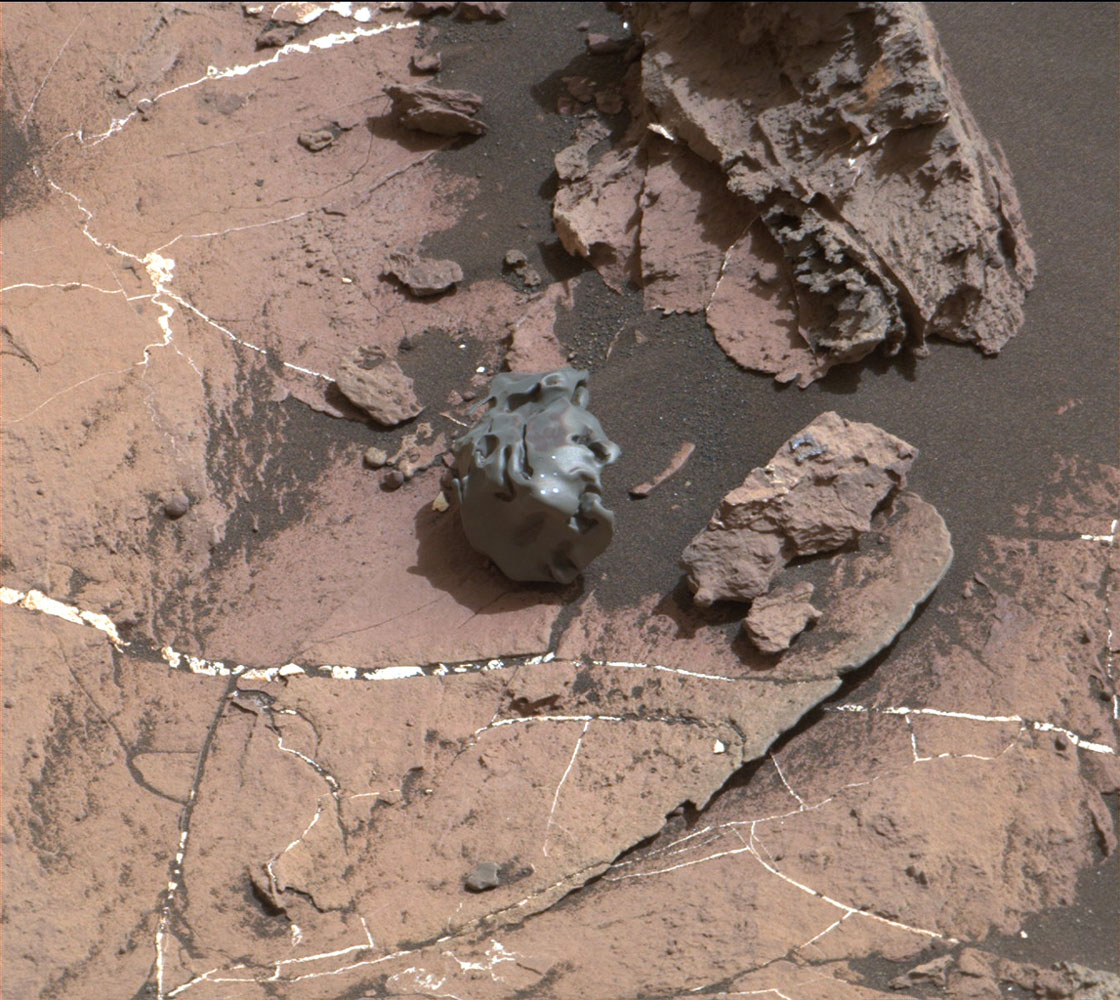
Meteorite "Egg Rock"

È stata comunicata anche la pianificazione dei successivi due anni di missione (fino a settembre 2018), che comprendevano ulteriori esplorazioni dei pendii del monte, tra cui una cresta rocciosa ricca di ematite e una regione contenente uno strato roccioso ricco di argille.
Il 13 dicembre sono state rilevate tracce di boro per la prima volta sul pianeta rosso, durante le analisi di rocce contenute in strati geologici più recenti.

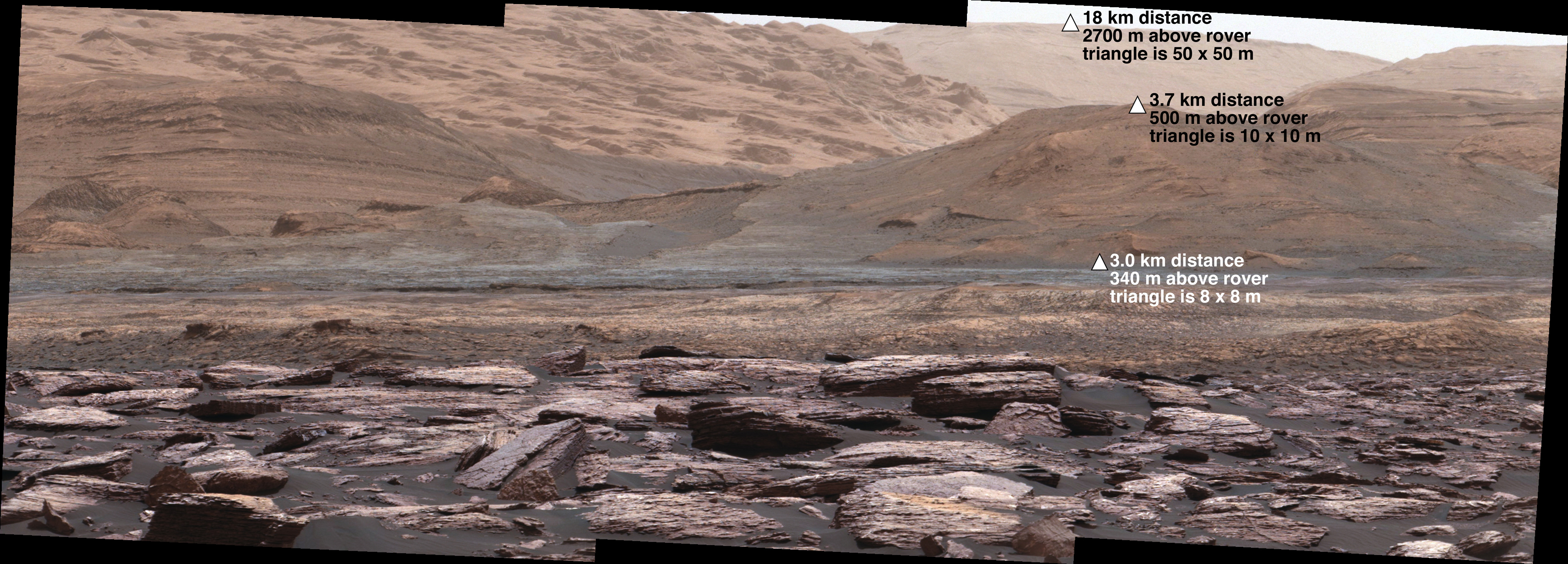
Mount Sharp, foto scattata il 10 novembre 2016

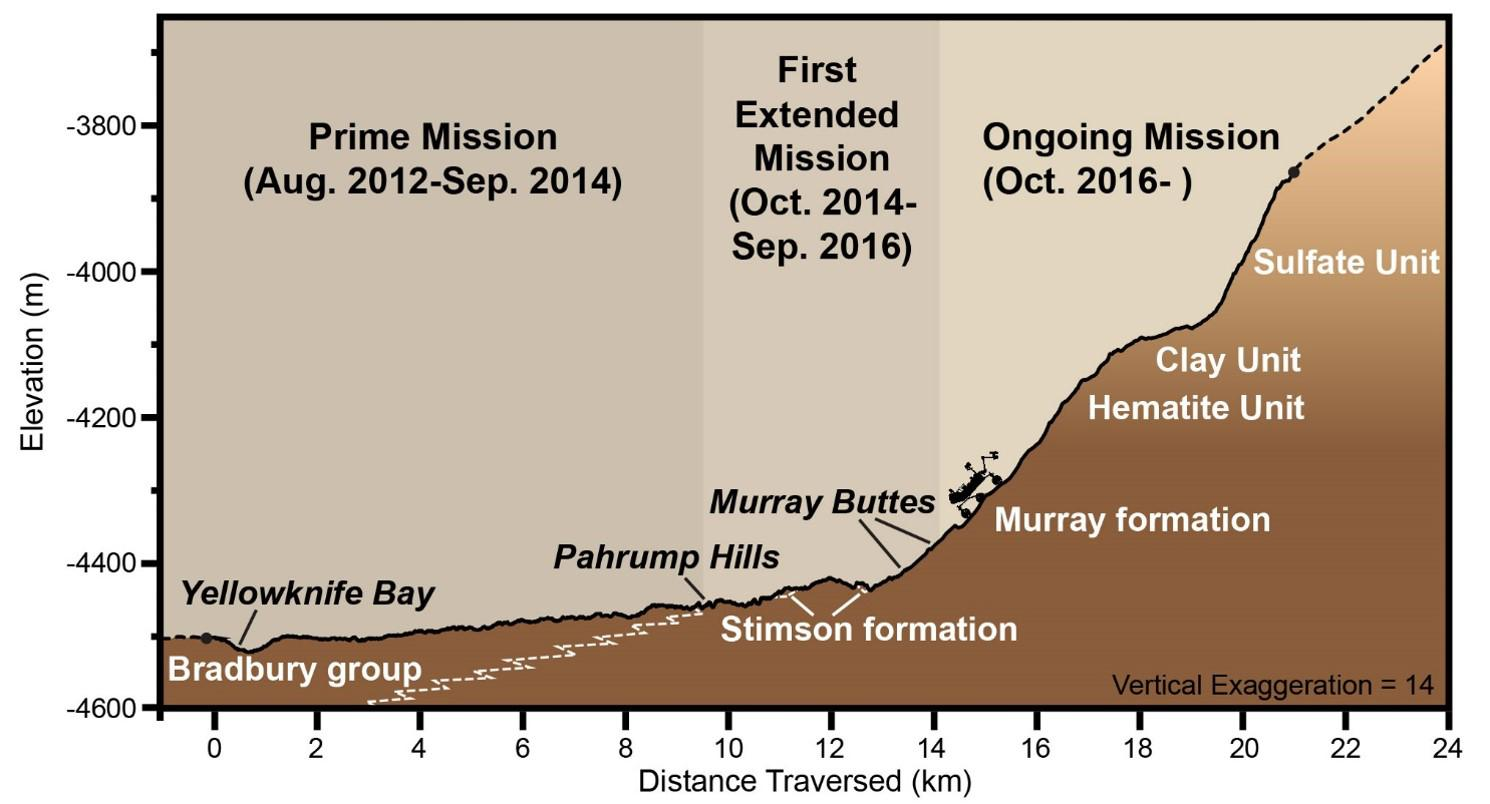
Il percorso del rover Curiosity a fine 2016 (la scala verticale è esagerata di 14 volte)

#### 2017
Il 17 gennaio 2017 la NASA ha pubblicato un'immagine di una tavola rocciosa detta "Old Soaker", segnata da spaccature che forse si produssero in un antico strato di fango, e una animazione della sabbia mossa dal vento.
Il 27 febbraio, la NASA ha comunicato: "Durante il primo anno, dopo l'atterraggio di Curiosity nel cratere Gale, la missione ha raggiunto il suo scopo primario di determinare che la regione ha offerto nel passato condizioni ambientali favorevoli per microrganismi. Le condizioni presenti nell'antico lago di acqua dolce comprendevano tutti gli elementi chimici necessari per la vita come la conosciamo, oltre a fonti di energia chimica impiegata da molti microrganismi terrestri. Nella missione estesa si cercherà come e quando le condizioni abitabili del passato siano evolute nell'attuale ambiente secco e meno favorevole alla vita."
Il 1 giugno, la NASA ha riferito di evidenze scientifiche a supporto della presenza di un antico lago nel cratere Gale, che potrebbe aver creato le condizioni favorevoli alla vita; l'antico lago presentava un fenomeno di stratificazione dell'acqua, in cui gli strati superficiali erano ricchi di agenti ossidanti rispetto a quelli più profondi. Erano dunque presenti più ambienti favorevoli ai microrganismi.

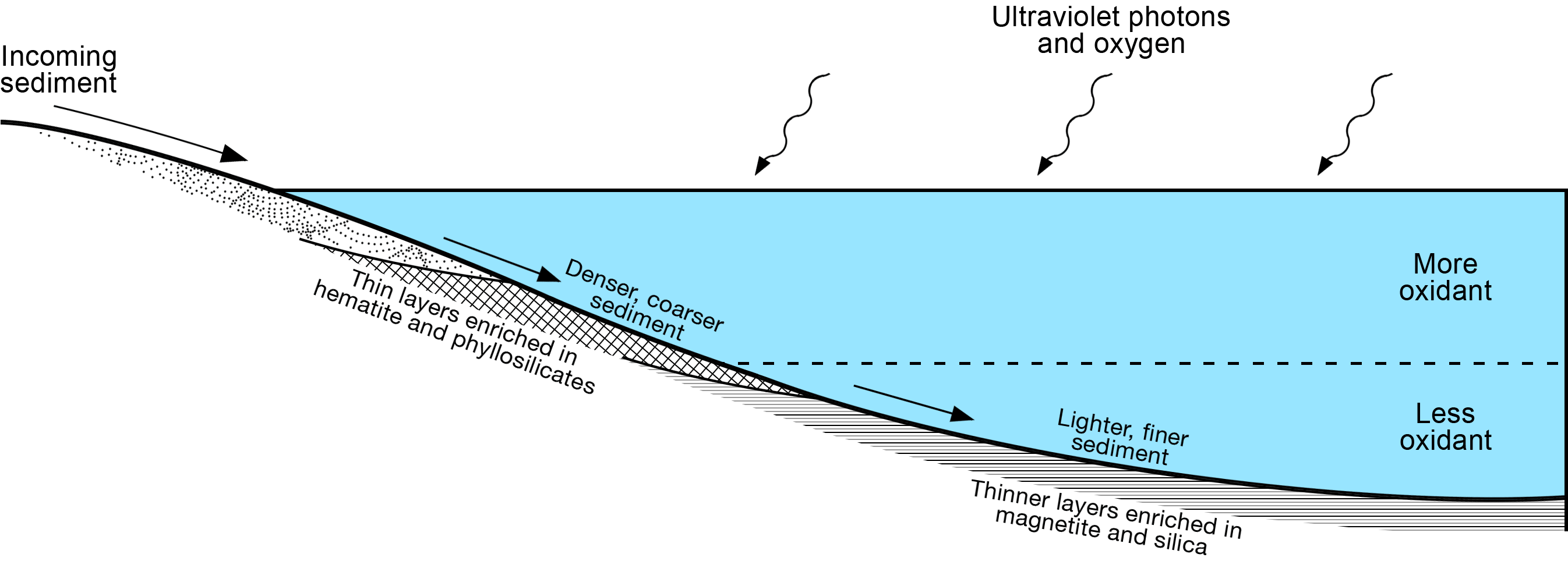
Stratificazione dell'acqua nell'antico lago del cratere Gale

Tra il 22 luglio e il 1 agosto si è verificata la congiunzione solare, che ha impedito la trasmissione di dati tra il rover e il controllo di missione a Terra. Il 5 agosto, la NASA ha festeggiato il quinto anniversario della missione.
Il 13 settembre, il rover ha scalato la cresta rocciosa chiamata "Vera Rubin Ridge", dove era stata rilevata una forte presenza di ematite, ed ha iniziato ad analizzare le vene minerali presenti nei vari strati rocciosi, per scoprire maggiori dettagli sulla storia del pianeta.

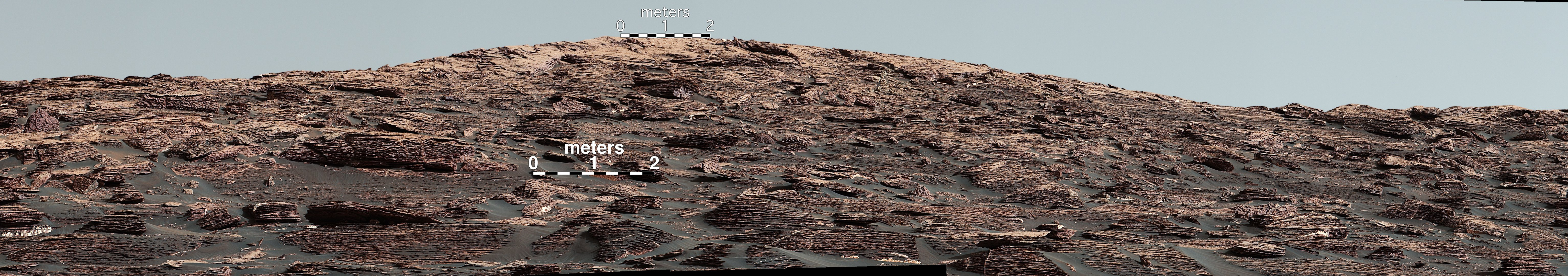
La cresta "Vera Rubin Ridge" sul Monte Sharp (13 settembre 2017)

Il 30 settembre sono stati rilevati livelli di radiazione raddoppiati, e un'aurora 25 volte più brillante delle precedenti. Questi fenomeni sono stati causati da una grande ed inattesa espulsione di massa coronale avvenuta a metà mese.
Il 17 ottobre sono stati effettuati dei test del sistema di abrasione delle rocce, che ha smesso di funzionare in modo affidabile nel dicembre 2016.

#### 2018
Il 22 marzo 2018, Curiosity ha trascorso 2000 sol di missione, e ha iniziato a studiare una regione ricca di rocce argillose.

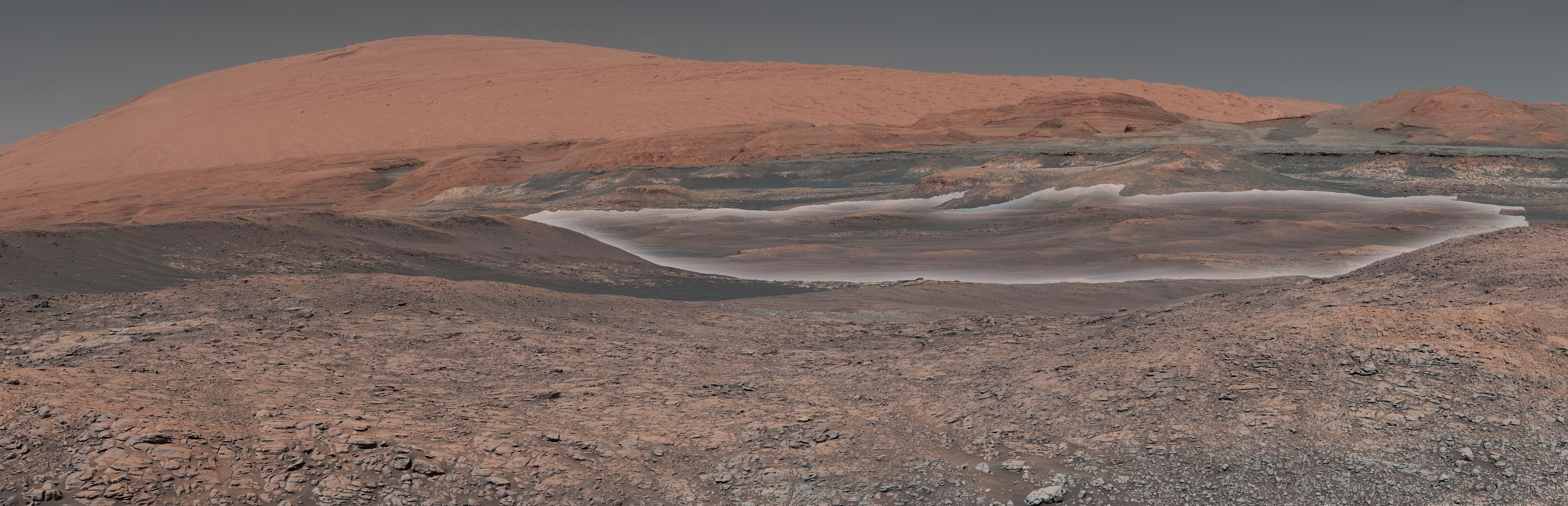
Regione dove sono presenti rocce argillose sulle pendici del monte Sharp

A giugno 2018 si è creata una tempesta di sabbia che ha coinvolto la regione dove stava operando il rover Opportunity e si è espansa coinvolgendo un'area di 41 milioni di km2. Il 20 giugno la NASA ha riferito che la tempesta aveva coperto l'intero pianeta.

Marte prima e dopo la tempesta di sabbia del 2018

Le misurazioni di metano nell'atmosfera hanno mostrato un andamento ciclico stagionale, e sono stati rilevate tracce di cherogene e altri composti organici complessi. Questi sono stati rilevati dalle argilliti con età di 3,5 miliardi di anni, e analizzate dal rover diversi siti del cratere Gale. Questi campioni, una volta sottoposti a pirolisi tramite gli strumenti del rover, hanno rilasciato diverse molecole organiche come tiofene, composti aromatici come benzene e toluene e composti alifatici come il propano e il butene. Le concentrazioni di questi composti organici era superiore di 100 volte quella misurata precedentemente. La NASA ha annunciato che questa scoperta non è una evidenza della presenza della vita sul pianeta, ma della presenza di composti organici necessari per sostenere la vita microscopica.

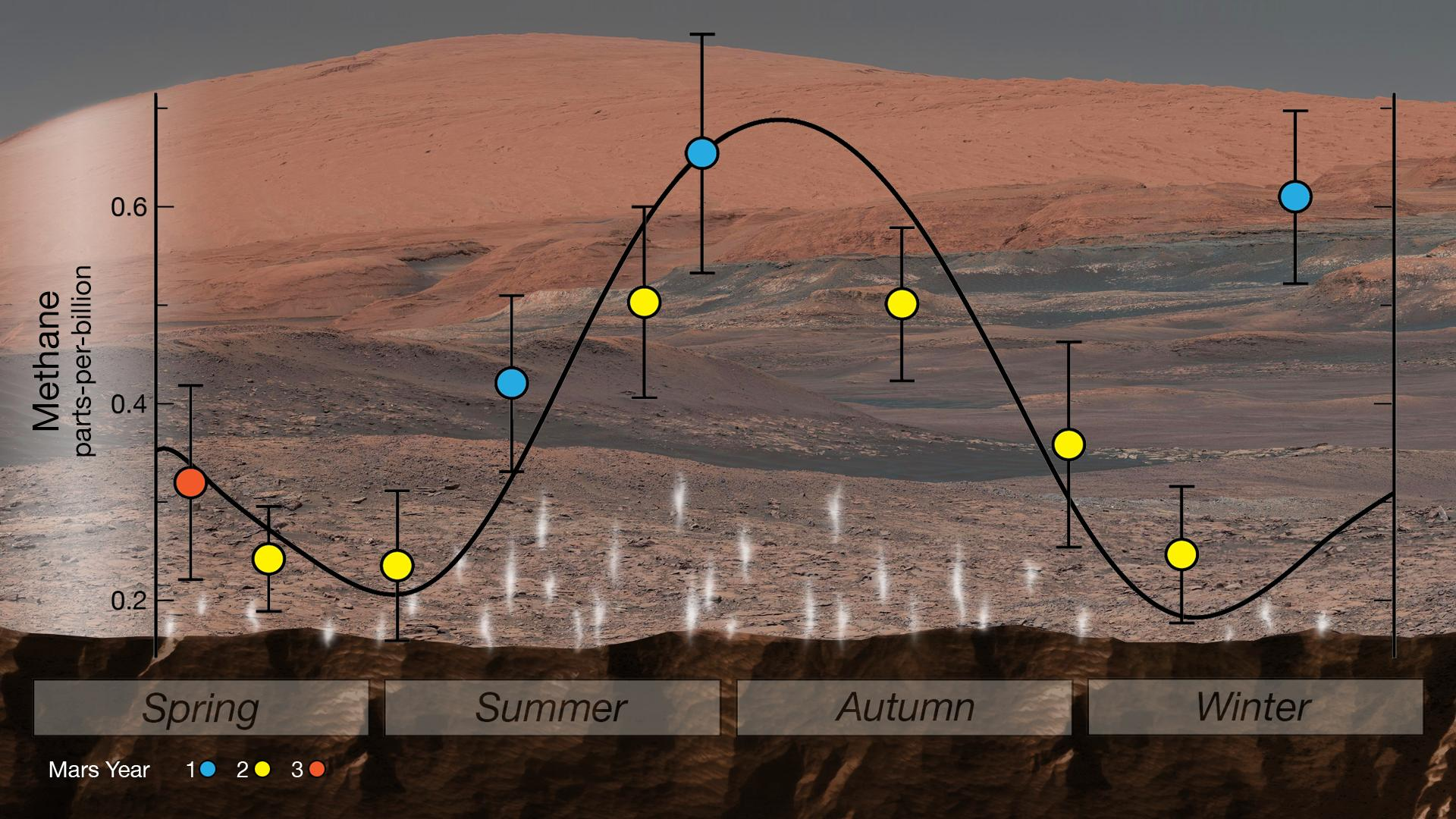
Andamento ciclico e stagionale della quantità di metano nell'atmosfera marziana

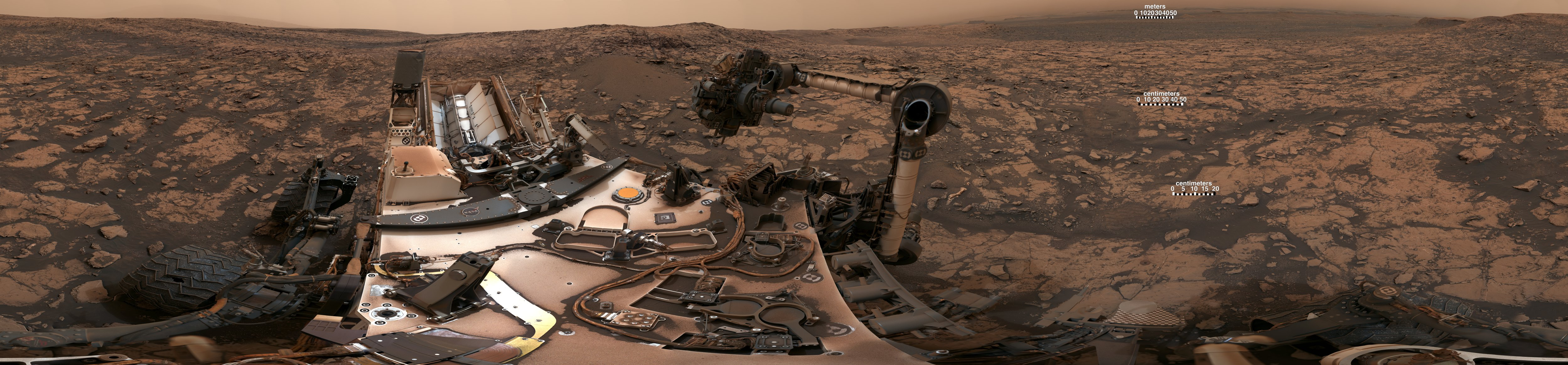
Immagine panoramica a 360ª ripresa dal "Vera Rubin Ridge"

#### 2019
Ad aprile sono state pubblicate le sequenze di immagini relative a eclissi solari causate dai satelliti di Marte.
L'11 aprile 2019 è stato annunciato che il rover stava studiando una regione ricca di rocce argillose chiamata "Clay-bearing unit" sulle pendici del monte Sharp.

Perforazione di una roccia nella regione chiamata "clay-bearing unit"

Durante l'esplorazione, è stata rilevato il livello più alto di metano nella missione, 21 ppb. In comparazione, i livelli rilevati in precedenza erano attorno a 1 ppb. Dopo qualche giorno la concentrazione di metano è tornata a livelli normali. Questo evento potrebbe essere stato causato da fuoriuscite di metano dalla superficie, che tuttavia non seguono schemi particolari. Il rover Curiosity non possedeva la strumentazione adatta per determiare se il metano è di origine organica o inorganica.

#### 2020
A febbraio 2020, gli scienziati della NASA hanno annunciato il rilevamento del composto organico tiofene. Non è chiaro se questa molecola, che sulla Terra è associata con il cherogene, il carbone e il petrolio, sia di origine biologica o non biologica.
Ad aprile, gli scienziati hanno iniziato a manovrare il rover dalle proprie case a causa della pandemia di COVID-19.
Il 29 agosto, la NASA ha pubblicato dei video dove il rover ha ripreso dei diavoli di sabbia e diverse immagini che mostrano il suolo marziano.

Diavolo di sabbia ripreso dal rover ad agosto 2020

#### 2023
Nell'aprile 2023 è stato aggiornato da remoto il software di Curiosity per attenuare lo stress meccanico sulle ruote e velocizzare le operazioni di navigazione e ricerca scientifica, operazioni che non è possibile effettuare in parallelo come Perseverance il quale possiede un computer dedicato alla navigazione.